# Jocs Olímpics d'Estiu de 1924

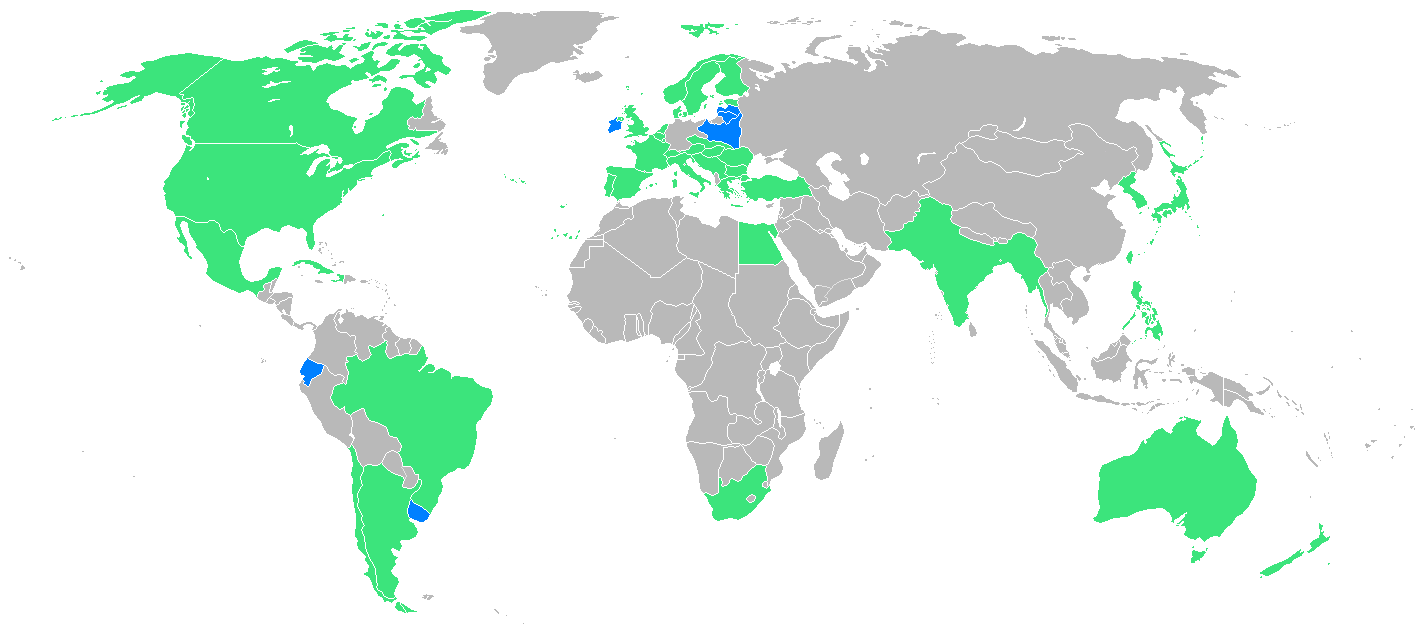
Països participants en els Jocs Olímpics de 1924. Les nacions sombrejades de color blau participaren per primera vegada en aquests jocs.

Els Jocs Olímpics d'Estiu de 1924, oficialment Jocs Olímpics de la VIII Olimpíada, es van celebrar a la ciutat de París (França) entre el 4 de maig i el 27 de juliol de 1924. Hi van participar 3.089 atletes, entre ells 135 dones, de 44 comitès diferents que van competir en 126 proves de 17 esports olímpics diferents.

## Antecedents
Aquesta fou la primera vegada que una ciutat repetí la celebració d'uns Jocs Olímpics en la història, batent les candidatures d'Amsterdam (Països Baixos), Los Angeles (Estats Units d'Amèrica), Rio de Janeiro (Brasil) i Roma (Itàlia).
El cost dels Jocs s'estimaren en el seu moment en uns 10 milions de francs francesos, recaptant amb les entrades venudes al voltant de 5,5 milions de francs. Tot i la gran assistència d'aficionats en els esdeveniments esportius aquests Jocs tingueren un greu dèficit.

## Comitès participants

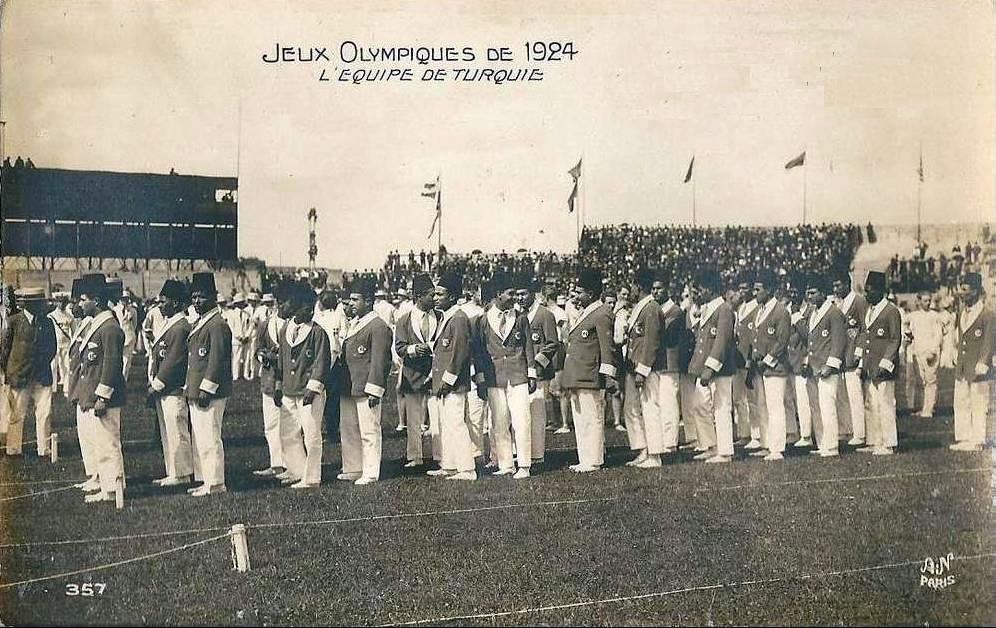
La delegació de Turquia

Participaren en aquesta edició dels Jocs 44 comitès nacionals, 15 més que en els anteriors Jocs d'Anvers. Alemanya continuà sense poder participar al no ser invitada pel Comitè Organitzador. Equador, Filipines, Haití, Irlanda, Letònia, Lituània, Polònia i Uruguai participaren per primer cop en uns Jocs Olímpics d'estiu.
| - Argentina (81) - Austràlia (34) - Àustria (49) - Bèlgica (168) - Brasil (12) - Bulgària (24) - Canadà (65) - Cuba (9) - Dinamarca (89) - Egipte (9) - Estats Units (299) - Equador (3) - Estònia (44) - Espanya (129) - Filipines (1) | - Finlàndia (121) - França (318) - Grècia (26) - Haití (8) - Hongria (89) - Índia (13) - Irlanda (39) - Itàlia (200) - Iugoslàvia (37) - Japó (9) - Letònia (41) - Lituània (13) - Luxemburg (22) - Mèxic (13) - Mònaco (7) | - Nova Zelanda (4) - Noruega (62) - Països Baixos (153) - Polònia (65) - Portugal (30) - Regne Unit (239) - Romania (51) - Sud-àfrica (30) - Suècia (159) - Suïssa (141) - Turquia (5) - Txecoslovàquia (133) - Uruguai (31) - Xile (11) |

## Esports disputats
Un total de 17 esports foren disputats en aquests Jocs, realitzant-se un total de 126 proves. Respecte als anteriors Jocs s'eliminà la prova la prova del joc d'estirar la corda, que deixà de ser considerat esport olímpic; d'hoquei sobre gel i patinatge artístic, que passaren a formar part dels Jocs Olímpics d'Hivern; d'hoquei sobre herba; i de tir amb arc, que no fou reincorporat al programa olímpic fins a l'edició de 1972. En aquesta edició es realitzà una nova prova de demostració d'arts, pilota basca, piragüisme, Jeu de paume, la canne, savate i de voleibol indoor.

## Seus
- Bagatelle – Polo
- Bassa d'Argentuil – Rem

Seus esportives de les proves realitzades en els Jocs.

- Camp de Châlons – Tir olímpic (600 m rifle lliure, individual i per equips)
- Fontainebleau – Pentatló modern (equitació)
- Hipòdrom d'Auteuil – Equitació
- Issy-les-Moulineaux – Tir (fossa olímpica)
- Le Havre – Vela
- Estadi Olímpic de Reims – Tir olímpic (carrabina)
- Camp de tir de Versailles – Pentatló modern (tir olímpic), Tir olímpic (pistola ràpida, tir al cérvol)
- Meulan-en-Yvelines – Vela
- Piscina de Tourelles – Natació, Pentatló modern (natació), Salts, Waterpolo
- Saint-Cloud – Polo
- Stade Bergeyre – Futbol
- Stade de Colombes – Atletisme, ciclismeg (ruta), Equitació, Futbol, Gimnàstica, Pentatló modern (esgrima, atletisme), Rugbi, Tennis
- Stade de Paris – Futbol
- Stade Pershing – Futbol
- Vélodrome d'hiver – Boxa, Ciclisme (pista), Esgrima, Halterofília, Lluita

## Fets destacats

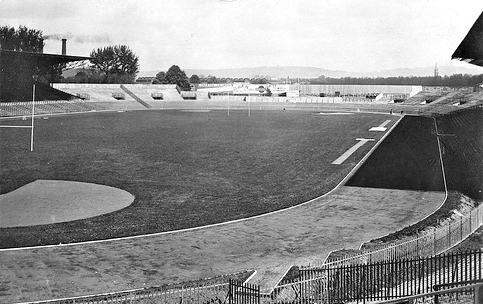
Imatge de l'Estadi de Colombes

En aquesta edició s'utilitzà per primera vegada el lema actual dels Jocs "Citius, Altius, Fortius" (en català: "Més ràpid, més alt i més fort"), i també fou la primera vegada que s'utilitzà un logotip. Així mateix foren els primers Jocs en els quals es construí una Vila Olímpica i foren els últims Jocs organitzats sota la presidència de Pierre de Coubertin.
A l'entorn d'aquesta Jocs Olímpics es desenvolupà la "Setmana dels Esports d'Hivern" a la ciutat de Chamonix entre el 25 de gener i el 5 de febrer. Posteriorment serien anomenats pel Comitè Olímpic Internacional com els 1rs Jocs Olímpics d'Hivern.
Els denominats "finlandesos voladors" van dominar les proves de llarga distància; Paavo Nurmi va destacar en els 1.500 m i 5.000 m, proves guanyades amb una hora de diferència, així com en la prova de cross disputada; Ville Ritola va guanyar en les proves de 10.000 m i 3.000 m obstacles i va finalitzar segon en les de 5.000 m i cross; Albin Stenroos va guanyar la marató i l'equip finlandès va aconseguir guanyar la prova de relleus de 3.000 m i cross.
En aquesta edició dels Jocs va destacar el nedador nord-americà Johnny Weissmuller, que va aconseguir guanyar tres medalles d'or en natació i una de bronze en waterpolo.
En aquesta edició participaren els atletes britànics Harold Abrahams i Eric Liddell, campions olímpics en els 100 metres llisos i els 400 metres llisos respectivament, la història dels quals fou adaptada al cinema en la pel·lícula Carros de foc.
En aquesta edició es fixà la distància de la marató en 42,195 quilòmetres.

## Medaller
Deu nacions amb més medalles en els Jocs Olímpics de 1924. País amfitrió ressaltat.
| Jocs Olímpics d'estiu de 1924 | Jocs Olímpics d'estiu de 1924 | Jocs Olímpics d'estiu de 1924 | Jocs Olímpics d'estiu de 1924 | Jocs Olímpics d'estiu de 1924 | Anells Olímpics |
| Posició                       | País                          | Or                            | Plata                         | Bronze                        | Total           |
| 1                             | Estats Units                  | 45                            | 27                            | 27                            | 99              |
| 2                             | Finlàndia                     | 14                            | 13                            | 10                            | 37              |
| 3                             | França                        | 13                            | 15                            | 10                            | 38              |
| 4                             | Regne Unit                    | 9                             | 13                            | 12                            | 34              |
| 5                             | Itàlia                        | 8                             | 3                             | 5                             | 16              |
| 6                             | Suïssa                        | 7                             | 8                             | 10                            | 25              |
| 7                             | Noruega                       | 5                             | 2                             | 3                             | 10              |
| 8                             | Suècia                        | 4                             | 13                            | 12                            | 29              |
| 9                             | Països Baixos                 | 4                             | 1                             | 5                             | 10              |
| 10                            | Bèlgica                       | 3                             | 7                             | 3                             | 13              |

### Medallistes més guardonats
Categoria masculina
| Nom                   | CON          | Disciplina  | Or | Plata | Bronze | Total |
| Ville Ritola          | Finlàndia    | Atletisme   | 4  | 2     | 0      | 6     |
| Paavo Nurmi           | Finlàndia    | Atletisme   | 5  | 0     | 0      | 5     |
| Roger Ducret          | França       | Esgrima     | 3  | 2     | 0      | 5     |
| Johnny Weissmuller    | Estats Units | Natació     | 3  | 0     | 1      | 4     |
| Vincent Richards      | Estats Units | Tennis      | 2  | 1     | 0      | 3     |
| Ole Lilloe-Olsen      | Noruega      | Tir olímpic | 2  | 1     | 0      | 3     |
| Albert Séguin         | França       | Gimnàstica  | 1  | 2     | 0      | 3     |
| Cyril Mackworth-Praed | Regne Unit   | Tir olímpic | 1  | 2     | 0      | 3     |

Categoria femenina
| Nom                | CON          | Disciplina | Or | Plata | Bronze | Total |
| Gertrude Ederle    | Estats Units | Natació    | 1  | 0     | 2      | 3     |
| Ethel Lackie       | Estats Units | Natació    | 2  | 0     | 0      | 2     |
| Helen Wills        | Estats Units | Tennis     | 2  | 0     | 0      | 2     |
| Hazel H. Wightman  | Estats Units | Tennis     | 2  | 0     | 0      | 2     |
| Betty Becker       | Estats Units | Salts      | 1  | 1     | 0      | 2     |
| Mariechen Wehselau | Estats Units | Natació    | 1  | 1     | 0      | 2     |